# Sân vận động State Farm
Sân vận động State Farm (tiếng Anh: State Farm Stadium), trước đây được gọi là Sân vận động Đại học Phoenix, là một sân vận động đa năng ở Tây Hoa Kỳ, nằm ở Glendale, Arizona, phía tây của Phoenix. Đây là sân nhà của Arizona Cardinals thuộc National Football League (NFL) và là chủ nhà của trận đấu Fiesta Bowl hàng năm. Sân vận động State Farm đã thay thế Sân vận động Sun Devil của Tempe thành sân vận động chính của Thung lũng của mặt trời. Sân vận động tiếp giáp với Gila River Arena, sân nhà của đội NHL Arizona Coyotes.
Sân vận động đã tổ chức Fiesta Bowl, Trận đấu vô địch quốc gia BCS 2007 và 2011, College Football Playoff National Championship 2016, Super Bowl XLII vào năm 2008, Pro Bowl và Super Bowl XLIX vào năm 2015 và sẽ tổ chức Super Bowl LVII vào năm 2023. Đối với bóng đá, sân là một trong những sân vận động tổ chức Cúp Vàng CONCACAF 2015, cũng như trận bán kết đầu tiên của Cúp Vàng CONCACAF 2019 và Cúp bóng đá toàn châu Mỹ vào năm 2016. Đối với bóng rổ, sân đã tổ chức NCAA Final Four vào năm 2017, dự kiến sẽ trở lại vào năm 2024.
Đại học Phoenix mua lại quyền đặt tên vào tháng 9 năm 2006, ngay sau khi sân vận động khánh thành với tên gọi Sân vận động Cardinals và giữ quyền đặt tên cho đến tháng 9 năm 2018, khi Cardinals và công ty bảo hiểm State Farm đạt được thỏa thuận về cam kết 18 năm để gọi sân là Sân vận động State Farm.